# Birthright Armenia
Birthright Armenia, auch bekannt unter der armenischen Bezeichnung Depi Hayk (armenisch Դեպի Հայք), ist ein Freiwilligenprogramm zur Entwicklungszusammenarbeit in Armenien. Die Teilnehmer können mittels eines Auslandsstipendiums finanziell unterstützt werden.
Um einen Freiwilligendienst mit Birthright Armenia zu leisten, müssen die Bewerber armenischer Herkunft sein (mindestens ein Großelternteil muss voll armenisch sein), zwischen 21 und 32 Jahre alt sein und die Schule abgeschlossen haben. Das Programm läuft das ganze Jahr über.

## Organisatorischer Hintergrund
Birthright Armenia wurde im Jahr 2003 von Edele Hovnanian mit dem Ziel gegründet, dass jeder Armenier und jede Armenien die Möglichkeit haben sollte, in das Leben in Armenien einzutauchen, um die Menschen, die Kultur und die Herausforderungen des Landes zu verstehen. Darüber hinaus sind die Ziele der Organisation die Verbindung zwischen Armenien und den jungen Erwachsenen aus der armenischen Diaspora zu stärken, indem ihnen die Möglichkeit gegeben wird, den Alltag von Armeniern kennenzulernen und diesen selbst zu leben. Im Jahr 2007 hat die Organisation ein weiteres Büro in Gjumri eröffnet. Im Jahr 2021 wurde das Programm „Pathway to Armenia“ ins Leben gerufen, um Alumni, die nach Armenien ziehen möchten, bei der Wohnungssuche und der Suche nach einer Arbeit zu unterstützen. Im Jahr 2013 ist Birthright Armenia nochmals gewachsen und hat seine Reichweite mit der Eröffnung eines weiteren Büros in Vanadzor erweitert. Im Jahr 2015 hat das Programm mit dem 1.000 Teilnehmer einen wichtigen Meilenstein erreicht.

## Programm
Teilnehmende verpflichten sich mindestens 30 Stunden pro Woche als Freiwillige zu arbeiten oder ein Universitätspraktikum zu machen, während sie die Möglichkeit haben bei einer lokalen Gastfamilie zu wohnen. Die Organisation bietet eine Vielzahl an Volunteer-Möglichkeiten bei mehr als 1.300 Partnerorganisation an, in Sektoren wie Architektur, Marketing, Tourismus, Gesundheit, Landwirtschaft, IT und Business. Das Programm beinhaltet auch wöchentliche Exkursionen, armenischen Sprachunterricht und wöchentliche Foren mit Gastreferenten, die über verschiedene Themen in Bezug auf Armenien sprechen.

## Teilnahmevoraussetzungen

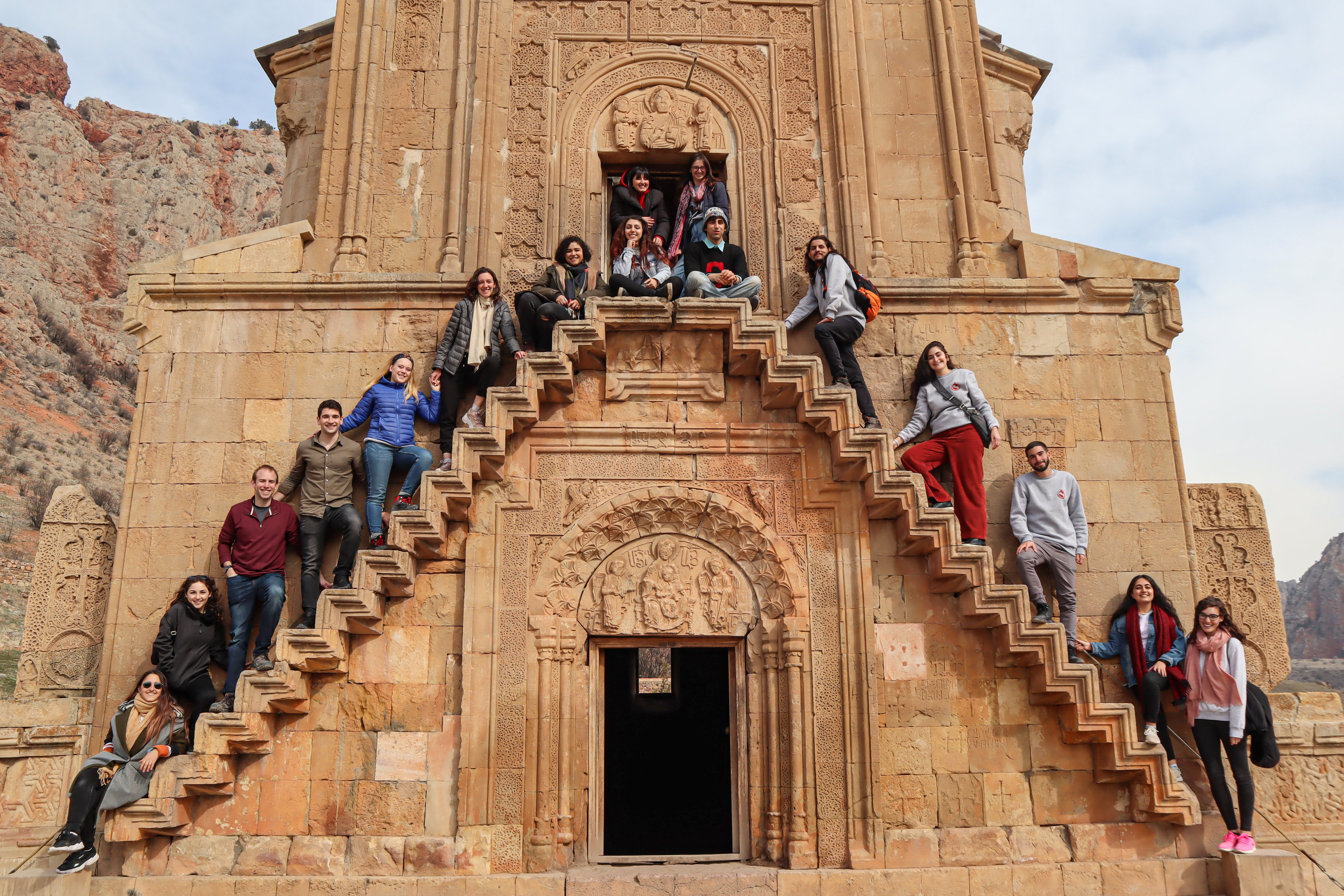
Birthright Armenia Teilnehmende bei einer Exkursion zu dem Kloster Noravank, März 2020

Um an dem Programm teilnehmen zu können, müssen die Bewerber mindestens einen Großelternteil haben, der armenischer Herkunft ist. Sie müssen außerdem zwischen 21 und 32 Jahre alt sein und die Schule abgeschlossen haben. Bewerber, die in Armenien geboren wurden, müssen Armenien verlassen haben, bevor sie 15 Jahre alt geworden sind und für mindestens 10 Jahre im Ausland gelebt haben. Bewerber, die länger als die letzten drei Jahre in Armenien gelebt haben, können nicht an dem Programm teilnehmen. Teilnehmende müssen mindestens für neun Wochen bleiben. Die maximale Teilnahmedauer beträgt ein Jahr. Für eine kürzere Teilnahme gibt es das Programm Birthright Light.

### Birthright Lite
Die Organisation bietet eine andere Option für Bewerber, die in Vollzeit arbeiten und nur einen begrenzten Zeitraum von ihrer Arbeit fernbleiben können. Sie können sich dafür bewerben, für vier bis neun Wochen an dem Programm teilzunehmen. Birthright Lite Teilnehmende bezahlen ihre Reisekosten sowie die Kosten für die Unterkunft oder Gastfamilie selbst.

## Alumni

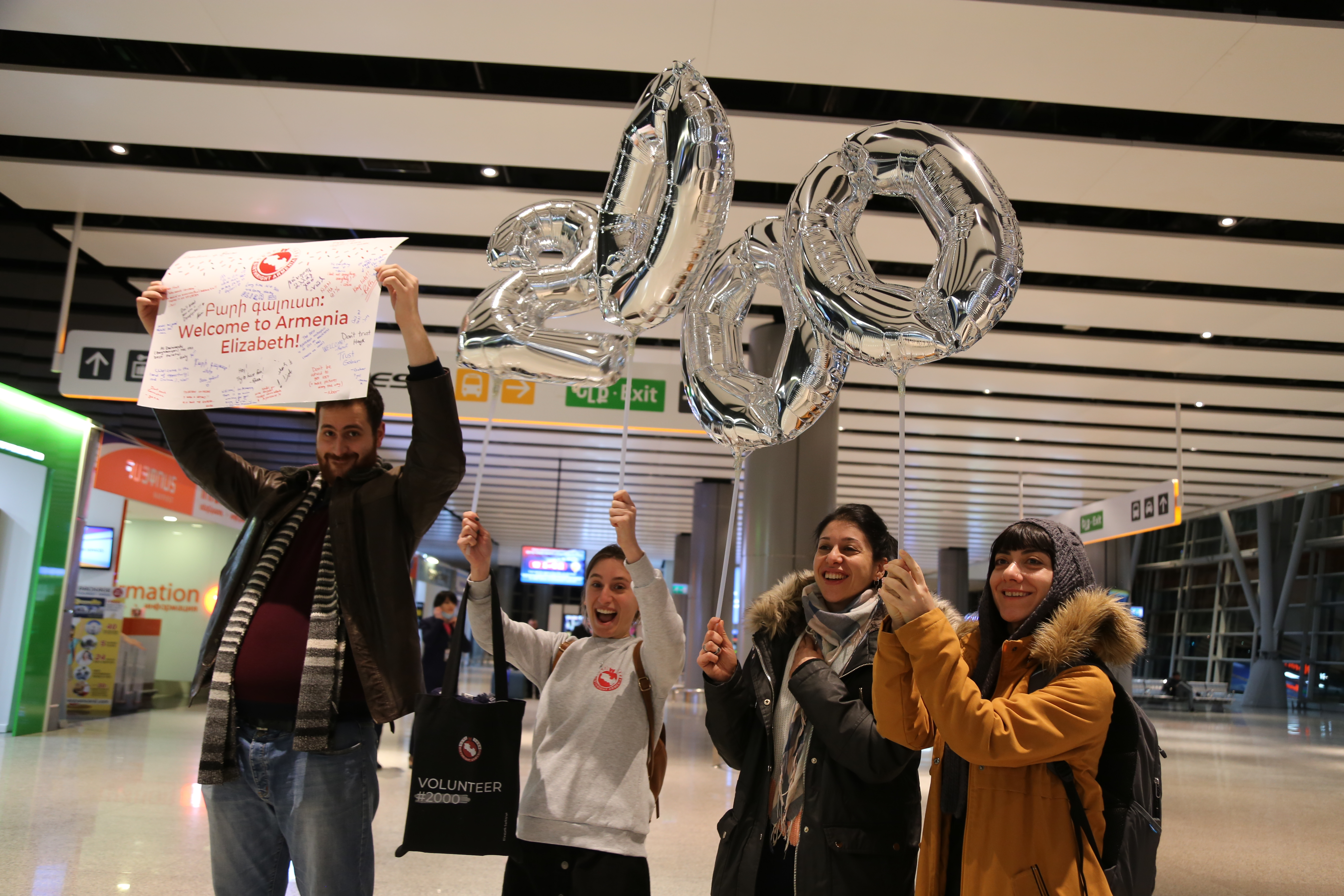
Treffen mit dem 2000. Freiwilligen an dem Internationalen Zvarnots Flughafen, Februar 2020

Birthright Armenia hat ein Alumni-Netzwerk von mehr als 3000 Personen aus 57 Ländern, von denen 300 nach Armenien zurückgekehrt sind. Die Organisation unterstützt Aktionen von Alumni durch Stipendien, die die Alumni befähigen, einen positiven Einfluss in Armenien und überall in der Welt zu nehmen. Birthright Armenia unterstützt auch diejenigen, die in Armenien bleiben möchten, nachdem sie das Programm beendet haben. Alumni können für eine begrenzte Zeit kostenlos wohnen, bekommen Unterstützung bei der Suchen nach Arbeit, regelmäßige Beratungstermine und Zugang zu einem Netzwerk von erfahrenen Rückkehrern.

## Ähnliche Organisationen
Organisationen mit ähnlichen Zielen sind u. a. Taglit – Birthright Israel, welche Bildungs- und Kulturaustauschprogramme in Verbindung mit der jüdischen Geschichte und Kultur ermöglichen. Die Organisation IrishWay organisiert Reisen für irisch-amerikanische Oberschüler nach Irland. Ein weiteres ähnliches Projekt ist Birthright Greece, das sich an die griechische Diaspora wendet.